# President del Consell de Ministres d'Itàlia

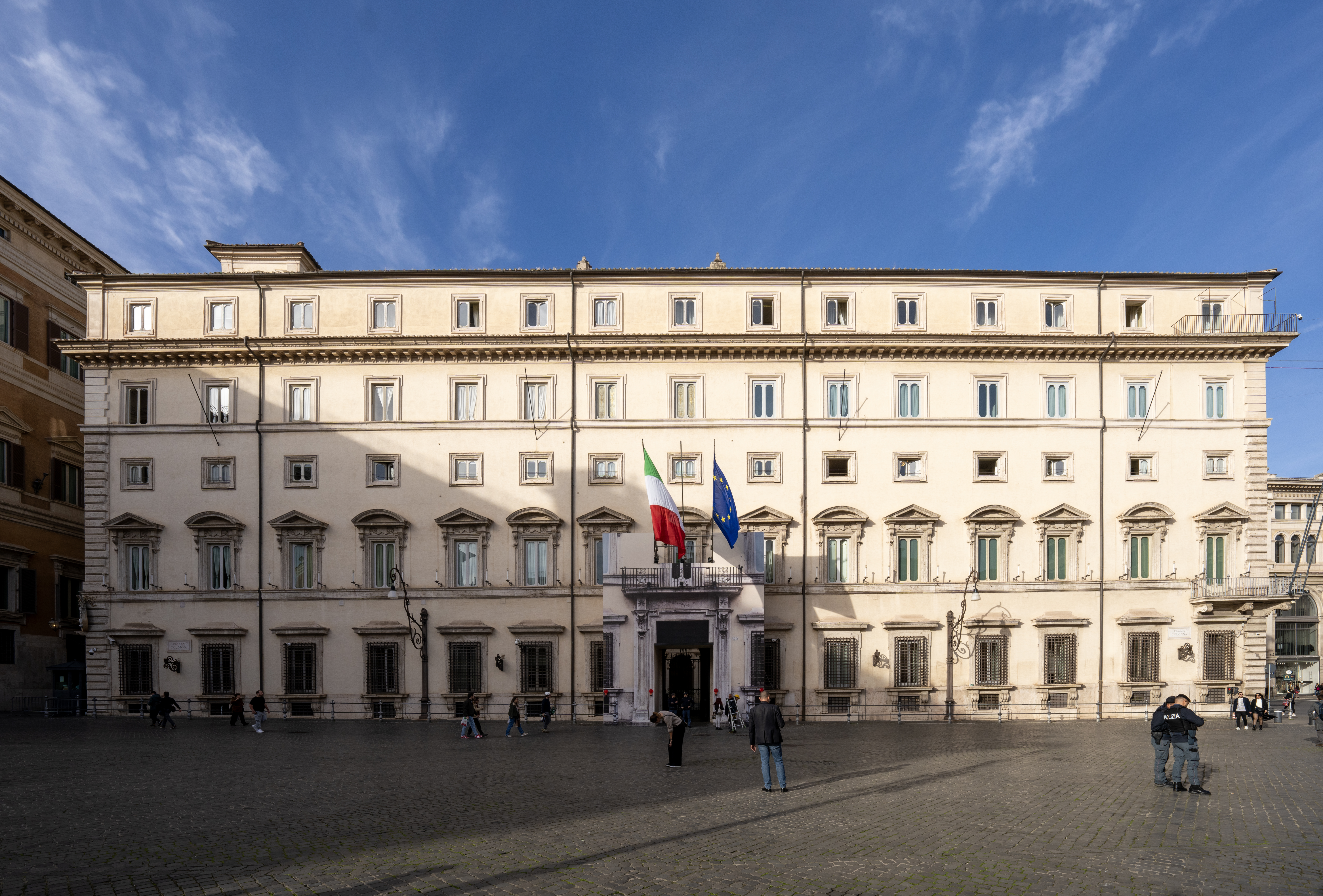
Palazzo Chigi, seu del Consell de Ministres.

El President del Consell de Ministres d'Itàlia (en italià: Presidente del Consiglio dei Ministri) és el Cap de govern del país, i n'ocupa un dels cinc càrrecs més importants a nivell estatal, estant l'equivalent al Primer Ministre d'altres governs, encara que amb menors poders respecte d'altres Estats.
La Presidència del Consell de Ministres és un càrrec amb rang constitucional establert pels articles, 92, 93, 94, 95 i 96 de la Constitució d'Itàlia. El President d'Itàlia, és a dir, el cap d'estat és l'encarregat de designar el President del Consell.

## Funcions
A més a més de les funcions pròpies que el càrrec posseeix, per ésser part del Govern, és el President del Consell de Ministres qui indica al President de la República la llista dels ministres del Govern. Confirma, a més a més, tots els actes amb força de llei emesos pel President de la República.
L'article 95 de la Constitució de la República Italiana assenyala que: «el President del Consell de Ministres dirigeix la política general del Govern»; aquest poder és variable, segons la influència individual dels ministres i dels partits que aquests representen.
La tasca del President del Consell de Ministres consisteix més a mitjançar entre les diferents posicions dels partits polítics -quan es tracta de coalicions- que les activitats pròpies del Consell de Ministres. El seu poder de direcció és limitat a una formalitat, ja que no pot treure per si mateix als ministres amb els quals està en desacord.

## Cap de govern
De 1861 fins a l'actualitat el President del Consell de Ministres ha estat el Cap de govern. És designat pel cap d'Estat però en necessitar el suport del Parlament d'Itàlia acostuma a ser membre del partit polític més votat.